# Milíčovský les
Milíčovský les este o arie protejată (arie specială de conservare — SAC, sit de importanță comunitară — SCI) din Republica Cehă întinsă pe o suprafață de 11,42 ha, integral pe uscat.

## Localizare
Centrul sitului Milíčovský les este situat la coordonatele 50°01′38″N 14°32′41″E / 50.027222°N 14.544722°E.

## Înființare
Situl Milíčovský les a fost declarat sit de importanță comunitară în aprilie 2005 pentru a proteja 1 specie de animale. Situl a fost protejat și ca arie specială de conservare în decembrie 2013.

## Biodiversitate
Situată în ecoregiunea continentală, aria protejată nu include niciun habitat protejat.
La baza desemnării sitului se află o specie protejată de  nevertebrate: croitorul mare al stejarului (Cerambyx cerdo).